# Quercus urartensis
Quercus urartensis là một loài thực vật có hoa trong họ Cử. Loài này được Uribe-Ech. mô tả khoa học đầu tiên năm 2001.